# Rosalia kubotai
Rosalia kubotai är en skalbaggsart som beskrevs av Masatoshi Takakuwa 1994. Rosalia kubotai ingår i släktet Rosalia och familjen långhorningar.
Artens utbredningsområde är Laos. Inga underarter finns listade i Catalogue of Life.